# Geronimo (film)
Geronimo (Geronimo: An American Legend) är amerikansk långfilm från 1993 med Wes Studi, Jason Patric, Gene Hackman och Robert Duvall i rollerna. Filmen är regisserad av Walter Hill.

## Handling
Filmen skildrar händelserna som ledde fram till tillfångatagandet av indianhövdingen Geronimo 1886. Apacheindianerna har motvilligt gått med på att bosätta sig i reservat. Många apacher klarar inte av omställningen till att leva som farmare - i synnerhet inte Geronimo. Han formar en attackstyrka tillsammans med trettio andra krigare och börjar en ojämn kamp.

## Rollista (urval)
- Jason Patric - löjtnant Charles B. Gatewood
- Gene Hackman - brigadgeneral George Crook
- Robert Duvall - Al Sieber
- Wes Studi - Geronimo
- Matt Damon - löjtnant Britton Davis

## Mottagande
Filmen fick blandade recensioner men var uppskattad av vissa indiangrupper.

## Utmärkelser

### Nomineringar
- Oscar, Bästa ljud (Chris Carpenter, Doug Hemphill, Bill W. Benton och Lee Orloff).[5]